# Cinnyris
Cinnyris är ett stort fågelsläkte i familjen solfåglar inom ordningen tättingar. Släktet omfattar drygt 60 arter som till övervägande del förekommer i Afrika söder om Sahara, med ett fåtal arter i Sydasien och Sydostasien:
- Olivbukig solfågel (C. chloropygius)
- Pygmésolfågel (C. minullus)
- Västlig miombosolfågel (C. gertrudis)
- Östlig miombosolfågel (C. manoensis)
- Kapsolfågel (C. chalybeus)
- Moçambiquesolfågel (C. neergaardi)
- Ruwenzorisolfågel (C. stuhlmanni)
- Marungusolfågel (C. prigoginei)
- Angolasolfågel (C. ludovicensis)
- Bergsolfågel (C. reichenowi)
- Sydafrikansk solfågel (C. afer)
- Kungssolfågel (C. regius)
- Ljungsolfågel (C. rockefelleri)
- Höglandssolfågel (C. mediocris)
- Usambarasolfågel (C. usambaricus)
- Malawisolfågel (C. fuelleborni)
- Ngurusolfågel (C. moreaui)
- Ulugurusolfågel (C. loveridgei)
- Smyckesolfågel (C. pulchellus)
- Juvelsolfågel (C. melanogastrus)
- Maricosolfågel (C. mariquensis)
- Zambezisolfågel (C. shelleyi)
- Kongosolfågel (C. congensis)
- Rödbröstad solfågel (C. erythrocercus)
- Svartbukig solfågel (C. nectarinioides)
- Purpurbandad solfågel (C. bifasciatus)
- Tsavosolfågel (C. tsavoensis)
- Violettbröstad solfågel (C. chalcomelas)
- Pembasolfågel (C. pembae)
- Orangetofsad solfågel (C. bouvieri)
- Palestinasolfågel (C. osea)
- Abessinsolfågel (C. habessinicus)
- Arabsolfågel (Cinnyris hellmayri)
- Regnbågssolfågel (C. coccinigastrus)
- Kravattsolfågel (C. johannae)
- Praktsolfågel (C. superbus)
- Rostvingad solfågel (C. rufipennis)
- Brachystegiasolfågel (C. oustaleti)
- Vitbukig solfågel (C. talatala)
- Variabel solfågel (C. venustus)
- Vitgumpad solfågel (C. fuscus)
- Gråbröstad solfågel (C. ursulae)
- Enfärgad solfågel (C. batesi)
- Kopparsolfågel (C. cupreus)
- Purpursolfågel (C. asiaticus)
- Orientsolfågel (C. ornatus)
- Tukangbesisolfågel (C. infrenatus)
- Sahulsolfågel (C. frenatus)
- Trädgårdssolfågel (C. jugularis)
- Aurorasolfågel (C. aurora)
- Molucksolfågel (C. clementiae)
- Kalaosolfågel (C. teysmanni)
- Papuasolfågel (C. idenburgi)
- Sumbasolfågel (C. buettikoferi)
- Flambröstad solfågel (C. solaris)
- Souimangasolfågel (C. souimanga)
- Madagaskarsolfågel (C. notatus)
- Seychellsolfågel (C. dussumieri)
- Komorsolfågel (C. humbloti)
- Anjouansolfågel (C. comorensis)
- Mayottesolfågel (C. coquerellii)
- Långnäbbad solfågel (C. lotenius)